# 양산시립박물관
양산시립박물관은 경상남도 양산시 소재의 박물관이다.

## 연혁
- 2013년 4월 11일 유물전시관 개관.
- 2013년 10월 15일 백만년의 귀환 '양산 부부총' 전시
- 2013년 11월 5일 관람객 10만명 돌파 기념행사
- 2014년 1월 1일 양산시립박물관으로 명칭 변경

## 관람 안내
휴관일
- 매주 월요일, 1월1일, 설날, 추석 (다만, 월요일이 「관공서의 공휴일에 관한 규정」제2조에 따른 공휴일일 때에는 공휴일 다음의 첫번째 평일), 양산시장이 정하는 휴관일

관람시간
- 09:00~18:00

입장시간
- 09:00~17:00 (관람시간 종료 1시간 전까지)